# 3Dアーチェリー

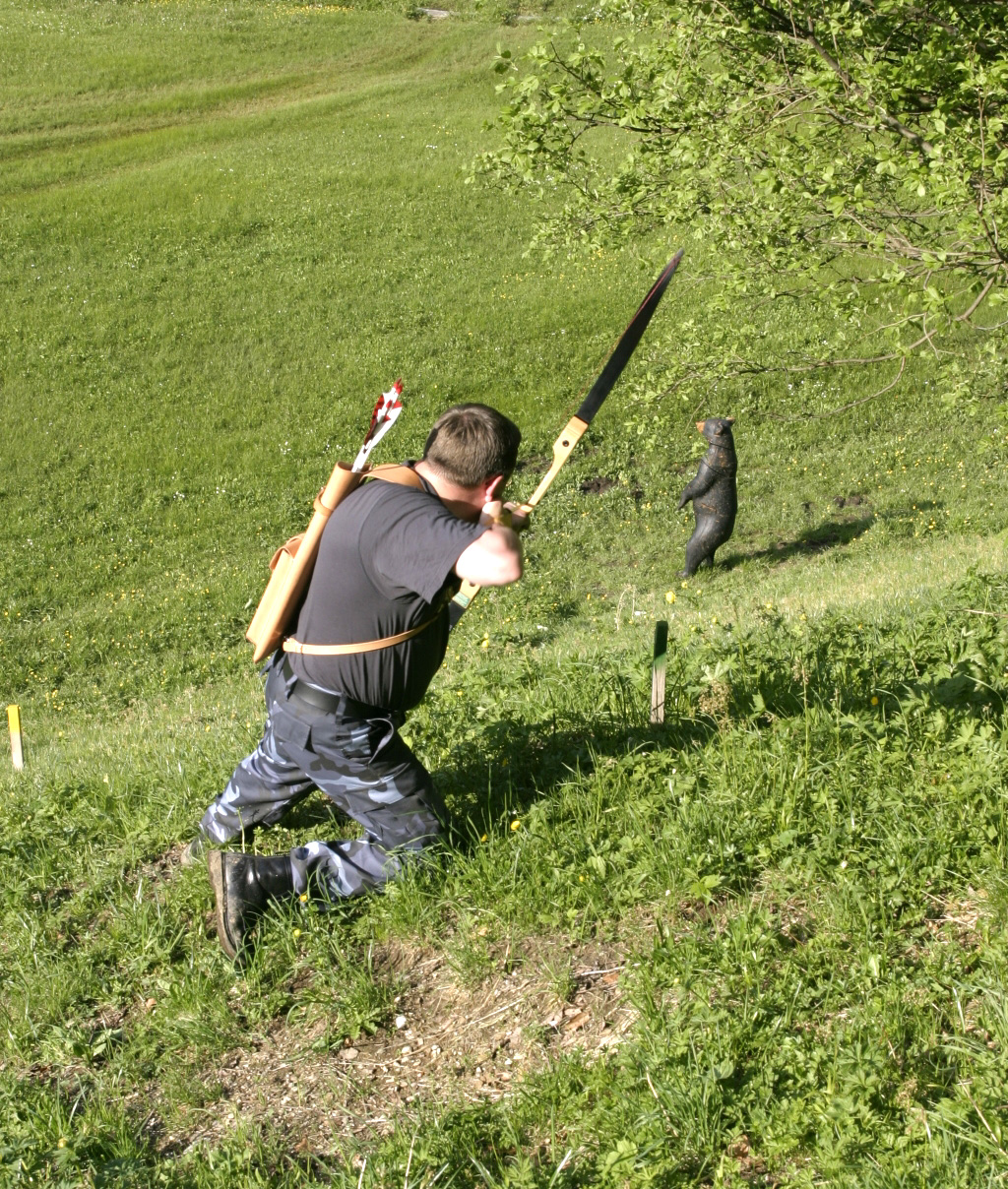
3Dアーチェリー（作り物の熊の形の的を狙っている）

3Dアーチェリー（スリーディーアーチェリー）とは立体動物模型を狙うアーチェリーの種目の一種。

## 概要

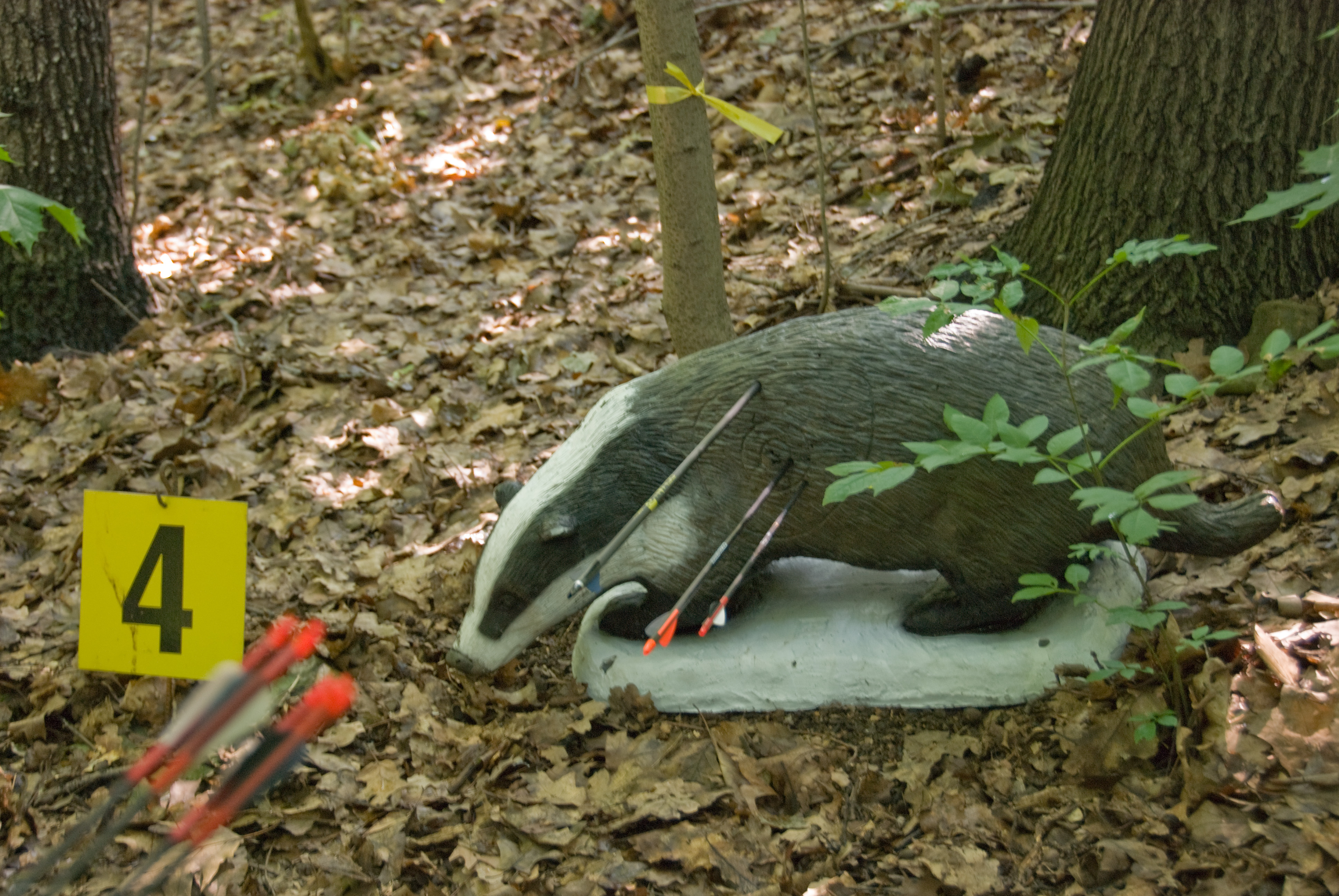
アナグマ型の的に命中した矢

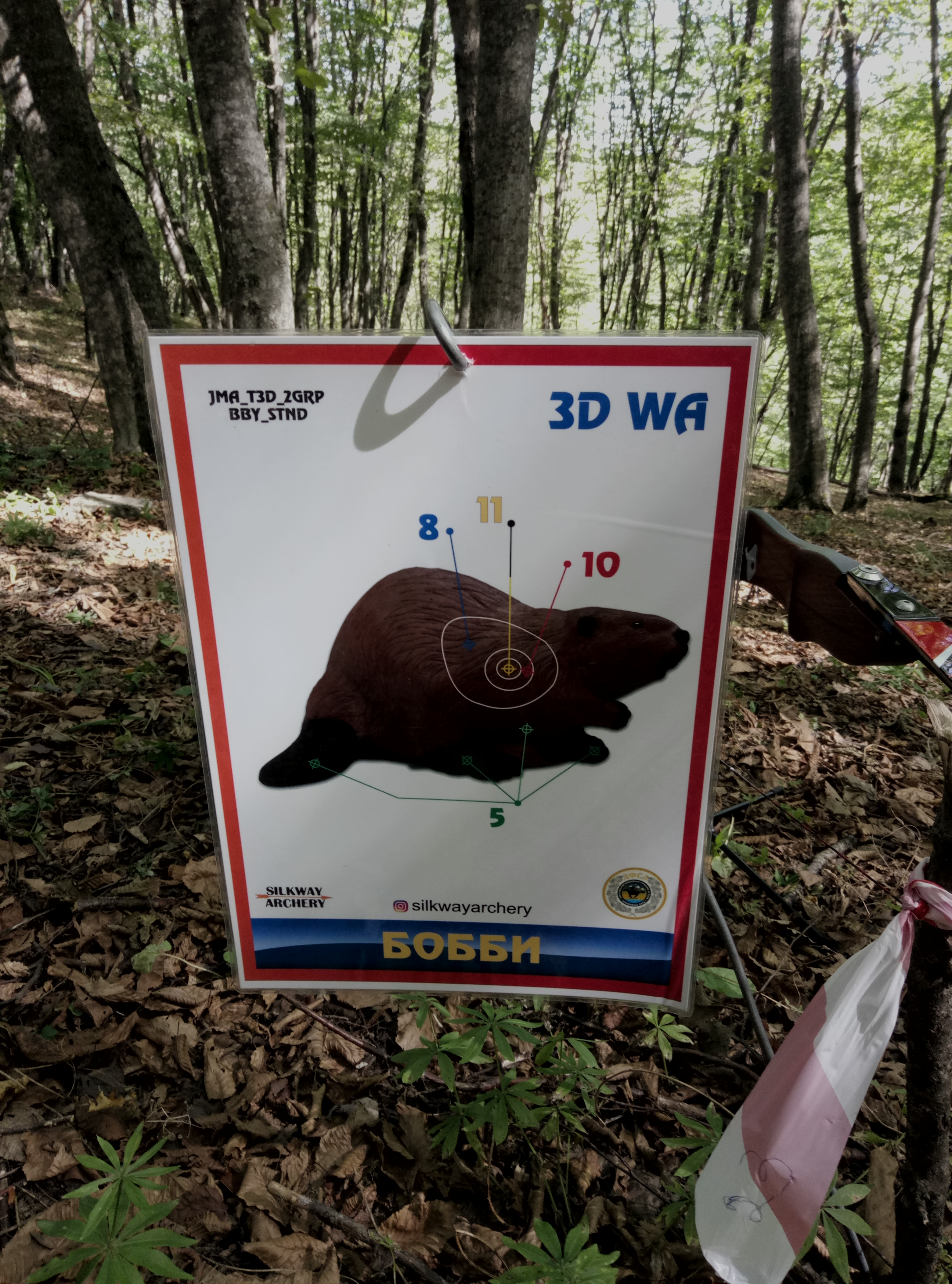
射撃地点にあるターゲットの得点配分の詳細が描かれた看板

3Dアーチェリーは1980年代、アメリカでもともとはハンティングの練習として行われていたのが、競技として発展したもの。的が立体なため「3Dアーチェリー」と呼ばれる。3Dアーチェリーは、自然の中（森林などの整地されてない土地）で行われることが多く、選手は様々な距離や角度からターゲットを狙うことになる。このため、技術だけでなく、戦略や判断力も重要な要素となる。的は発泡スチロールなどでできた鹿や熊などの哺乳類の模型であり、バイタルパート（首、頭部、内臓）に近いほど高い点が得られるという種目。山などの斜面のある場所で射るフィールドアーチェリーの派生競技なので、ハンターなどに人気がある。競技用に狩猟をリアルに再現することが目的であるため、3D アーチェリーでは的との距離が指定されないのが一般的。
主目的は狩猟の練習だが、狩猟用の鏃（ポイント）は模型を損傷させてしまうため使用されないことが多い。代わりに、狩猟用と同じ重さの競技用鏃またはフィールドチップが大抵の場合使われる。

## 歴史
1950年代に弓術と狩猟の普及に多大な貢献をしたハワード・ヒルのおかげで、弓猟用具を各メーカーから手頃な価格で購入できるようになった。ベアアーチェリー（フレッド・ベア）、ピアソン（ベン・ピアソン）、ホイットアーチェリー（アール・ホイット）などの大手弓メーカーは狩猟用の弓矢を作り、狩猟方法を使った指導映画も制作した。
また、アメリカ合衆国内では弓と銃器では狩猟期間の解禁時期や期間が異なったため、弓は銃器に比べて有利な立場を占めるようになった。これらが、1960年代に始まった米国での弓狩りのブームにつながった。
3Dアーチェリーの歴史は1970年代にアメリカで狩猟愛好家の間で始まった。1974年から1975年にかけて、ニューヨーク州デピュー村の射撃場で狩猟リーグ戦を開催した。段ボールでいくつかの標的を作り、雑草や茂みの絵を描き、標的地帯に風船を置き、動物の動きを模倣するためにモーターで駆動するケーブルに標的を取り付けた。参加者は実際の狩猟に近いリアルな条件でスキルを磨くことができた。また、リーグではスコアの集計も行われた。それを受けて、全米フィールドアーチェリー協会（NFAA）は、狩猟を模擬した状況で弓矢を使った射撃を練習するための新しい種目である3D アーチェリーを正式に競技登録した。狩猟に近いリアルな環境を作るため、標的のほとんどは狩猟動物の形をしていた。標的は段ボールと発泡スチロールで作られ、芝生、野原、森、丘、渓谷、木の後ろ等の隠された場所に置かれ、さまざまな狩猟状況を作り出した。当時は、射手が動物までの距離を判断できるように、射撃地点の付近の杭に標的までの距離が記されていた。
1977年、狩猟訓練用の弓と付属品を製造するマーティンアーチェリーは、リアルな色とキルゾーンのマーキングを施した様々な動物の実物大の立体ターゲットを一般向けとしては世界で初めて販売し始めた。
射撃クラブはハンター向けのコースを編成する際にこの立体ターゲットを使い始め、この的は多くの競技会場の設営に貢献した。標的は発泡スチロールからポリウレタンで作られるようになり、動物の重要な器官に対応する線や輪が描かれ、リアルに塗装されるようになった。これらの線は写真からは見えにくいが、近くで見るとはっきりと見える。徐々にターゲットの種類が増え、北米の大型動物29種、アフリカの動物、さらにはビッグフットのような伝説的な生き物も種類に追加された。
1980年に、アメリカ中西部で3Dトリプルクラウントーナメントが開催され、市販の3Dターゲットが販売され使用されたため、多くのアーチャーが集まった。
1983年には、3Dアーチェリートーナメントを全米フィールドアーチェリー協会の公式種目イベントとして認めてもらうための取り組みが行われた。理事会は、クラブの他のトーナメントが標準化されているように、3Dトーナメントも一般化したいと考えていたが、意見の相違により、そのアイデアは却下された。
1984年、アメリカ中西部および北部諸州で国際ボウハンター協会が設立された。1986年にジョージア州と他のいくつかの南部州で3Dアーチェリー協会が設立された。
1989年2月、チェルシー ロッド & ガン クラブ（米国ミシガン州）は、クラブメンバーを説得し、多額の費用を投じて28個の3Dターゲットを購入し、クラブの敷地内に 3D アーチェリー場を設置した後、アーチェリーコースの提供を開始した。最初の行射は1989年3月に行われ、250人以上のアーチャーが参加し、イベントは毎月のように開催されるようになった。
1991年、全米フィールドアーチェリー協会による第1回3Dアーチェリー米国全州選手権がヒッコリーで開催された。
2003年、第1回世界3Dアーチェリー選手権がフランスのシュリー＝シュル＝ロワールで開催された。
3Dアーチェリーは発明からすぐに唯一無二のスポーツへと発展し、独自のルール・得点制、そしてほぼ無限の種類のターゲットを備えた。当初は鹿だけがターゲットだったが、現在では各メーカーでヘラジカ、キリン、熊からスカンク、鳥、ハリネズミまで、あらゆる大きさの動物のターゲットを製造している。

## 注目

### 世界
3D アーチェリーは狩猟の練習だけではなく、ハンティング競争という斬新的な点で現在も新たな注目を集めている。競技大会は米国の多くの州で開催され、各グループの合計点が加算されて各部門の優勝者が決定される。競技者の中には、3D アーチェリーの世界タイトル獲得を目指して、世界中を年間数千キロメートルも旅して競い合う人もいる。

### 日本
日本における3Dアーチェリーは、徐々に人気が高まっており、時折国内大会やイベントが開催されている。例えば、毎年開催される全国3Dアーチェリー選手権大会は、多くの選手が参加する大規模な大会イベントのひとつ。また、全日本アーチェリー連盟も3Dアーチェリーの普及と発展に力を入れており、選手育成や大会の開催をサポートしている。

## ルール
3Dアーチェリーの競技大会は、自然 (森林、野原、山、それらの混合地形) の荒れた地形やそれらを模した屋内で年間を通じて開催される。
以下に示したものは、世界アーチェリー連盟の規則に則ったものである。
| 略称 | カテゴリ名                                  | 特徴                                                                           |
| ---- | ------------------------------------------- | ------------------------------------------------------------------------------ |
| CU   | Compound Unlimited（コンパウンド）          | 照準器・リリーサー使用可。最大距離45m                                          |
| BB   | Barebow（ベアボウ）                         | 照準器なし、安定器制限あり。直感的な射ち方                                     |
| LB   | Longbow（ロングボウ）                       | 伝統的な弓、木製矢推奨。クラシックなスタイル                                   |
| IB   | Instinctive Bow（インスティンクティブボウ） | 木製弓、照準器なし、ベアボウに近いが別扱い                                     |
| TR   | Traditional Bow（トラディショナルボウ）     | より厳格な伝統弓、地域によって定義が異なることも（WAでは現在主にIB、LBに集約） |

基本的に3Dアーチェリー大会には、1～2回の予選ラウンドと決勝ラウンドが含まれる。 ターゲットまでの距離は、コンパウンドボウクラスでは、約5〜45メートル。その他のクラスでは、約3〜30メートル。
各ターゲットまでの距離は射手には開示されず、ターゲット別にそれぞれに距離が指定される。
地面にカラーの杭（ペグ）が打ってあり、部門によって射手の立ち位置が変わる。そのため、同じターゲットでも人により、距離が変わることがある。
- レッドペグ：コンパウンド用（最長距離）
- ブルーペグ：その他のクラス用

各グループの2人の参加者が記録係となり、グループ全体の結果を「参加者カード」に記録してカウントする。
ターゲットには4つのスコアリングゾーンがあり、ゾーンは、射撃ラインから肉眼で見えないように、ターゲット上に細く凹んだ閉じた線またはマーカーでマークされる。矢の当たった位置によっては、8ポイントや10ポイント、中には11ポイントを獲得できる部位もある。非急所の部分は5ポイントの得点がある。矢が標的の動物に関係のない蹄、角、草などの部分に当たった場合は、外れとみなされる。ターゲットの結果を記録した後、グループは次のターゲットに進む。

### 予選ラウンド
参加者は全員、3〜6人ずつ、1〜24チームのグループに分けられる。グループ番号は、グループが競技を開始する的の番号に対応する。グループ内では、参加者に「A」から始まるインデックスが割り当てられ、その順番で行射する。主催者の指示に従って、グループは標的のところへ行き、集合場所、標的番号の付いた杭、標的の絵が描かれたプレートを確認し、審判員からの射撃の開始合図を待つ。
合図が出たら「A」から順に一人ずつ行射する。人数が多い場合は、インデックス「AとB」のペアが最初に射撃を開始し、次に「CとD」、最後に「EとF」の順に2人ずつ行射する。射撃ラインは色付きのペグでマークされ、インデックス「A」、「C」、「E」の場合は射撃ライン左側、インデックス「B」、「D」、「F」の場合はライン右側で射撃する必要がある。1つの的で、各射手は2分間の制限時間内に2本の矢を放つ。すべての射手が射撃を終えると、標的へ行き、結果を記録する。

3D ターゲット スコアリング ゾーン

大会主催者は、1～2 ラウンドで獲得した合計ポイント数の降順で、トーナメント表のすべての参加者を個別の弓のクラスと部門で順位付けする。複数の参加者の点数が同じ結果になった場合は、ターゲットの11ポイントゾーンと10ポイントゾーンでのヒット数が最も多く、ミス数が最も少ない参加者の順位が高くなる。これらの結果も同じ場合は、くじ引きで決定する。

### 決勝ラウンド
各部門に少なくとも6人の参加者がいる場合のみ、準決勝や決勝ラウンドを開催できる。それ以外の場合は、予選ラウンドの結果に基づいて優勝者と準優勝者が決定される。準決勝の勝者は金メダルと銀メダルをかけて決勝に進み、敗者は銅メダルをかけて3位決定戦を行う。ペアの勝者は、射手1人あたり1本の矢で4つのターゲットを射て獲得した合計ポイントの最高値によって決定される。行射時間は1分。選手が時間切れ後に矢を放った場合、そのヒットはカウントされない。
競技プログラムに応じて、総当たり戦、予選と決勝ラウンド、マッチマッチと決勝ラウンドのいずれかの方式を使用して、弓のクラスと部門の勝者を決定する。

### シュートアウト
結果が同点で勝者を決定できない場合は、1本の矢によるシュートアウトが行われる。新たなターゲットでシュートアウトが行われ、より高い結果によって勝者が決定されます。結果が同じ場合は、ゾーンの中心に最も近い矢印が11ポイントを獲得します。距離は、柔軟な巻尺を使用して、ターゲットの表面上の矢から11ポイント ゾーンの中心までの距離を審判が測定する。距離の差を正確に判定できない場合、または両方の射手がミスした場合は、勝者が決まるまでシュートアウトが繰り返される。
チーム競技でのシュートアウトでは、各チームメンバーがターゲットに向かって矢を1本ずつ射る。勝者はチームの最高得点によって決定される。スコアが同じ場合は、ゾーンの中心に最も近い矢を当てた人に11ポイントが与えられる。それでも決着がつかない場合は、中心に最も近い2番目の矢を決定し、そのポイントによって勝者を決定する。

### チーム競技
チームは、同じ性別の選手3名で構成され、それぞれロングボウ部門、リカーブ部門、コンパウンド部門から1名の選手が参加する。必ずチームにはロングボウ部門競技の射手が含まれていなければならない。 チームは、最初の予選ラウンドまたは予選ラウンドでのチームメンバーの合計ポイントに基づいて結果グリッドにランク付けされ、上位8チームまたは4チームが予選ラウンドに進み、決勝戦を行う。チームが順番に4つのターゲットを狙って行射する。チームには2分間で3射行射できる。各ターゲットにおけるチームの得点を合算して、4つのターゲットに対して最も多くのポイントを獲得したチームが勝利する。スコアが同点の場合は、シュートアウトが行われる。

## 著名な大会
世界3Dアーチェリー選手権
最大の国際大会であり、2003年以来2年ごとに奇数年に開催されている。
ヨーロッパ3Dアーチェリー選手権
2008年以来、2年ごとに偶数年に開催されている。
ロシア3Dアーチェリー選手権
2015年から毎年開催されている。
ロシアカップ3D
毎年開催され、3つのステージと決勝で構成されている。
ビッグハント
2012年からロシアベルゴロド州で毎年開催されている。
国際トーナメント「CANYON」
2015年から毎年開催されている。
「ゴルバトカ・オープン」
2012年からクラースナヤ・ゴルバトカで開催されている毎年恒例のトーナメント。